# Hans "Hasse" Lindström (handikappidrottare)
Hans "Hasse" Lindström, född 7 maj 1937, död 7 februari 2024, var en svensk flygare och handikappidrottare.

## Biografi
Lindström var på 1950-talet elitsimmare för Stockholmsklubben Neptun och tog flera SM-guld, både individuellt och i lagkapp. Han blev i slutet av 1950-talet navigatör i flygvapnet på flygplanstypen Saab 32 Lansen på dåvarande Kungliga Södermanlands flygflottilj F 11 utanför Nyköping, som sedan 1984 är den civila Stockholm Skavsta flygplats.
En trafikolycka 1960 ledde till en underbensamputation, vilket med Lindströms idrottskarriär bidrog till ett livslångt engagemang för handikappidrott. Efter rehabilitering kunde Lindström återuppta sitt yrke som navigatör, och han fortsatte senare inom flygvapnet bland annat som flygledare och sedan på en tjänst som byrådirektör på Luftfartsinspektionen.
Lindström var 1970 en av grundarna av den första internationella idrottskommittén i handikappidrott, "International Swimming Trainers Association for the Paralysed". Lindström fick 1974 en vision om att kunna göra idrott för handikappade idrottare lika värdig som han upplevt idrotten som ohandikappad elitsimmare i Neptun och landslaget, och kom resten av livet att arbeta på ett hängivet sätt för att förverkliga denna vision.
I början av 1980-talet medverkade han till bildandet av International Coordinating Committee WorldSports Organizations for Disabled (ICC) och blev ICC:s första generalsekreterare. År 1984 utformade Lindström ett förslag och program till vad som kom att bli Arnhem-seminariet i Arnhem 1987, vilket något senare ledde fram till att International Paralympic Committee (IPC) bildades 1989. Vid bildandet valdes Lindström till IPC:s första Technical Officer. Mellan 1997 och 2000 var Lindström president i European Paralympic Committee(en) (EUROPC).
Lindström var värd för radioprogrammet Sommar den 9 juli 1982.
År 2008 utnämndes Lindström som medlem nummer 5 av Svenska Handikappidrottens Hall of Fame.

## Utmärkelser
- 2008 – utnämnd som medlem nummer 5 av Svenska Handikappidrottens Hall of Fame[5][3]